# Sitifis
Sitifi(s) war Hauptstadt der spätantiken römischen Provinz Mauretania Sitifensis und trug den Namen Colonia Nerviana Augusta Martialis Veteranorum Sitifensium. In der heutigen Stadt sind einige Bauwerke aus dem 3. und 4. Jahrhundert erhalten: Stadtbefestigungsmauern, Basiliken, antikes Amphitheater. Der Ort befindet sich heute im Gebiet der Stadt Sétif im Nordosten Algeriens, in der Provinz Sétif.
In der Gegend um Sitifis dürften sich Angehörige der Legio II Italica aufgehalten haben, aus der Stadt sind Grabsteine von zwei ihrer Soldaten bekannt.
Sitifis war in der Spätantike Bischofssitz, darauf geht das Titularbistum Sitifis zurück.

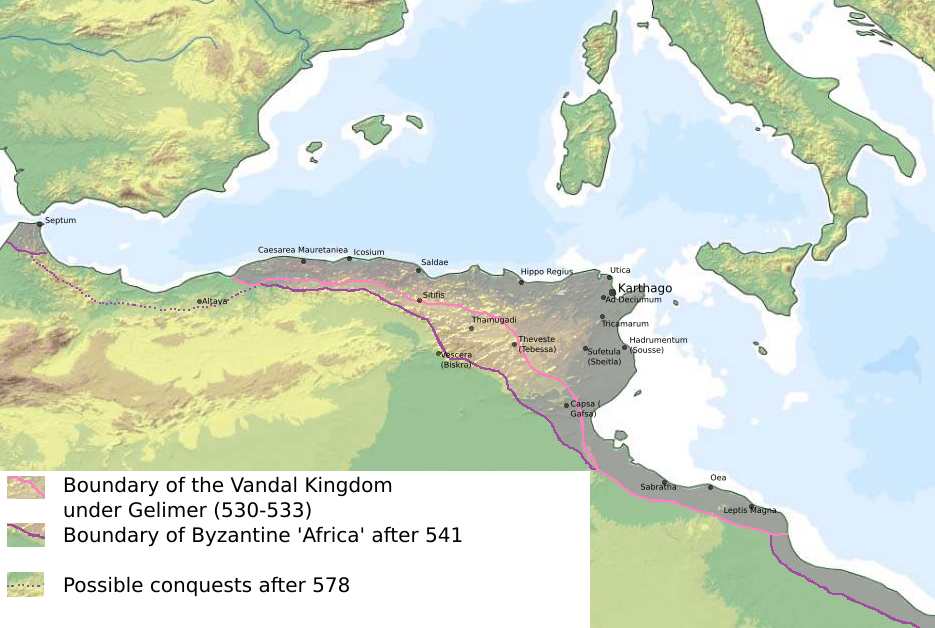
Sitifis in der Spätantike